# سكوت دوسن
سكوت دوسن (بالإنجليزية: Scott Dawson)‏ هو مصارع محترف أمريكي، ولد في 30 يونيو 1984 في وايتفيل في الولايات المتحدة.

## وصلات خارجية
- سكوت داوسون على موقع دبليو دبليو إي (الإنجليزية)
- سكوت داوسون على موقع WrestlingData.com (الإنجليزية)
- سكوت داوسون على موقع CageMatch worker (الإنجليزية)
- سكوت داوسون على موقع قاعدة بيانات المصارعة على الإنترنت (الإنجليزية)
- سكوت داوسون على موقع عالم المصارعة على الإنترنت (الإنجليزية)
- سكوت داوسون على موقع عالم المصارعة على الإنترنت (الإنجليزية)
- سكوت داوسون على موقع IMDb (الإنجليزية)
- سكوت داوسون على موقع قاعدة بيانات الفيلم (الإنجليزية)